# Arend Baumann
Arend Baumann (30 maart 1903 – 19 december 1985) was een U-bootcommandant bij de Kriegsmarine tijdens de Tweede Wereldoorlog. Hij had het bevel over de U 131 waarmee hij maar één succes behaalde tegen het konvooi SC-56.

## Zijn loopbaan
Op 30 maart 1922 begon hij zijn carrière bij de toenmalige Duitse Marine als Offiziersanwärter (officierskandidaat). Na twee jaar werd hij bevorderd tot Fähnrich-zur-See (vaandrig) en op 1 april 1926 bevorderd tot Oberfähnrich-zur-See (luitenant-ter-zee 3e klasse) en in datzelfde jaar nog werd hij tot Leutnant-zur-See (luitenant-ter-zee) bevorderd. Weer twee jaar later klom zijn rang naar Oberleutnant-zur-See, zodat hij nog de rangen van Kapitänleutnant (kapitein-luitenant-ter-zee), en nog voor de aanvang van de Tweede Wereldoorlog, op 1 augustus 1938, de officiersrang bereikte van korvetkapitein. Voor het uitbreken van de oorlog was Baumann officier op de lichte kruiser Köln. Naderhand werd hij overgeplaatst naar de U-bootdienst. In 1940 verkreeg hij het IJzeren Kruis 2e Klasse en op 28 oktober 1941 het Vlootoorlogsinsigne toen hij het bevel over de U 131 voerde. Baumann kreeg zijn hoogste officiersgraad als fregatkapitein op 1 juli 1942 toen hij in krijgsgevangenschap vertoefde.
Op 6 december 1941 slaagde hij erin het Britse vrachtschip Scottish Trader van 4.016 brutoton tot zinken te brengen uit konvooi SC-56. Vanaf 14 december 1941 werd er jacht gemaakt op het goed geëscorteerde konvooi HG-76 dat vanuit Gibraltar vertrok richting Groot-Brittannië. Op 15 december naderden de U-boten het konvooi HG-76. Tegen 17 december bevond het konvooi zich buiten het bereik van de landvliegtuigen van Gibraltar, maar nog niet binnen bereik van vliegtuigen vanaf Groot-Brittannië. Ten noordoosten van Madeira, Portugal, op positie 34° 12′ 0″ NB, 13° 35′ 0″ WL werd de U 131 ingeklemd door 5 escortevaartuigen, waaronder de sloep HMS Stork, waarop de vlootcommandant kapitein-ter-zee Frederick Johnnie Walker de aanval leidde, het korvet HMS Penstemon, de torpedobootjagers HMS Exmoor, HMS Blankney, HMS Stanley en een Martlett-vliegtuig van de HMS Audacity. Om 09:25 werd de U-boot opgemerkt door een escortevliegtuig van de HMS Audacity. Na ongeveer een uur kreeg Walker contact met de U 131 en zette de aanval in, waarbij de U-boot zwaar beschadigd, gedwongen werd naar de oppervlakte te komen om 12:47. De U 131 kon niet meer duiken en Baumann probeerde te ontsnappen boven water. Maar 20 minuten later viel een Martlett-vliegtuig de U-boot aan maar werd zelf door het AA-snelvuurkanon van de U 131 getroffen en stortte in zee waarbij de piloot omkwam. Dit was het eerste vliegtuig dat werd neergehaald door een U-boot in de oorlog. De U 131 zonk en omstreeks 13:30 werd de U-bootbemanning opgepikt door de HMS Blankney. Korvetkapitein Baumann en zijn voltallige bemanning werden krijgsgevangen genomen.

## Militaire loopbaan
- Offiziersanwärter: 30 maart 1922[1][2]
- Fähnrich zur See: 1 april 1924[1][2]
- Oberfähnrich zur See: 1 april 1926[1][2]
- Leutnant zur See: 1 oktober 1926[1][2]
- Oberleutnant Zur See: 1 juli 1928[1][2]
- Kapitänleutnant: 1 juli 1934[1][2]
- Korvettenkapitän: 1 augustus 1938[1][2]
- Fregattenkapitän: 1 juli 1942[1][2]

## Decoraties
- IJzeren Kruis 1939, 1e Klasse (9 mei 1940) en 2e Klasse (3 december 1939)[1][2]
- Vlootoorlogsinsigne op 28 oktober 1941[1][2]

## U-bootcommando
- U-131: 1 juli 1941 - 17 december 1941 - Eén patrouille (21 dagen)

## Schip tot zinken gebracht
- 6 december 1941: Scottish Trader - 4.016 bruttoton (GB) - Konvooi SC-56